# Bradie James
Bradie Gene James (Monroe, 17 gennaio 1981) è un giocatore di football americano statunitense che gioca nel ruolo di linebacker per gli Houston Texans della National Football League (NFL). Fu scelto nel corso del quarto giro (103º assoluto) del Draft NFL 2003 dai Dallas Cowboys. Al college ha giocato a football all’Università della Louisiana.

## Carriera professionistica

### Dallas Cowboys
James fu scelto nel corso del quarto giro del Draft 2003 dai Dallas Cowboys. Nelle sue prime due stagioni fu la riserva del Pro Bowler Dexter Coakley nella difesa di tipo 4–3, oltre a giocare negli special team.
Nel 2005, i Cowboys passarono a una difesa di tipo 3–4 e James ne beneficiò giocando una grande annata diventando il middle linebacker titolare e guidando i Cowboys con 109 tackle.
Nel 2008, James divenne solamente il secondo giocatore nella storia dei Cowboys (dopo Eugene Lockhart con 222 nel 1989) a raggiungere i 200 tackle in una stagione.
James fu ul primo giocatore a guidare i Cowboys in tackle per più di tre stagioni consecutive, arrivando fino a sei, tuttora un record della franchigia.
Alla fine della stagione 2011, Dallas decise di non rinnovare il contratto al giocatore. Bradie saltò solamente gare nella sua carriera coi Cowboys, entrambe nella sua stagione da rookie e lasciò la squadra come sesto di tutti i tempi per tackle messi a segno in carriera con la franchigia.

### Houston Texans
James firmò per gli Houston Texans il 12 aprile 2012.

## Vittorie e premi
Nessuno

## Statistiche
| Partite totali             | 147  |
| Partite totali da titolare | 113  |
| Tackle totali              | 752  |
| Sack fatti                 | 15,5 |
| Intercetti fatti           | 2    |
| Fumble forzati             | 10   |